# Ali ibn al-Athir
Ali ibn al-Athir, de nombre de nacimiento Abu al-Hassan Ali ibn Muhammad ibn Muhammad (13 de mayo de 1160–1233), fue un historiador y biógrafo árabe o kurdo, que se dedicó al estudio de la historia y la tradición islámica.

## Biografía
Originario de la familia de Ibn Athir, según la edición de 1911 de la Enciclopedia Británica, nació en Jazirat Ibn Umar, Imperio selyúcida.
Ibn al-Athir pertenecía a la gran e influyente tribu árabe de los Banu Bakr, que vivían en la Alta Mesopotamia y dio nombre a la ciudad de Diyar Bakr. En 1181, a la edad de 21 años, se instaló con su padre en Mosul, donde continuó sus estudios. Viajó con frecuencia a Bagdad y Jerusalén, y más tarde a Alepo y a Damasco. Por un tiempo fue un destacado guerrero del ejército de Saladino en Siria.
Murió en Mosul en 1233.

## Obra
Su principal trabajo es al-Kamil fi at-Tarikh, una historia del mundo que se extiende hasta el año 1231. Ha sido editado por Carl Tornberg, Ibn al-Atir Chronicon quod perfectissinum inscribitur. La primera parte de este trabajo hasta AH 310 (AD 923) es una abreviatura de la obra de Tabari con adiciones menores.
Ibn Athir también escribió una historia de la Atabegs de Mosul: al-Tarikh al-atabakīya, publicado en el Recueil des historiens des Croisades, un trabajo que da cuenta de 7.500 compañeros del profeta Mahoma, y un compendio: la Lubab del Kitab Samani).
Existe una traducción parcial de su al-Kamil fi at-Tarikh al francés, traducida y anotada por E. Fagnan: Annales du Maghreb & de l'Espagne (Typographie Adolphe Jourdan, Alger, 1898).

### Escritos
- Al-Kāmil fī al-tārīkh (La historia Completa)
- Al-Tārīkh al-bāhir fī al-Dawlah al-Atābakīyah bi-al-Mawṣil
- Usd al-ghābah fi ma‘rifat al-ṣaḥābah (Los leones de la selva y el conocimiento acerca de los compañeros)
- Al-Lubāb fī tahdhīb al-ansāb